# Municipio de Albany (Minnesota)
El municipio de Albany (en inglés: Albany Township) es un municipio ubicado en el condado de Stearns en el estado estadounidense de Minnesota. En el año 2010 tenía una población de 980 habitantes y una densidad poblacional de 10,32 personas por km².

## Geografía
El municipio de Albany se encuentra ubicado en las coordenadas 45°36′14″N 94°37′11″O / 45.60389, -94.61972. Según la Oficina del Censo de los Estados Unidos, el municipio tiene una superficie total de 94.93 km², de la cual 94,25 km² corresponden a tierra firme y (0,71 %) 0,67 km² es agua.

## Demografía
Según el censo de 2010, había 980 personas residiendo en el municipio de Albany. La densidad de población era de 10,32 hab./km². De los 980 habitantes, el municipio de Albany estaba compuesto por el 98,37 % blancos, el 0,2 % eran asiáticos, el 0,71 % eran de otras razas y el 0,71 % eran de una mezcla de razas. Del total de la población el 0,31 % eran hispanos o latinos de cualquier raza.